# Armoriale delle famiglie italiane (Delm-Delz)
Questo è l'armoriale delle famiglie italiane il cui cognome inizia con le lettere che vanno da Delm a Delz.

## Armi

### Delm
| Stemma | Casato e blasonatura |
| ------ | --- |
|        | Del Macca (Firenze) D'azzurro, al falcone posato di..., sonagliato di..., afferrante un uccello riverso di... (citato in (16)) |
|        | Del Maestro (Firenze) D'oro, a cinque pali d'azzurro, e alla fascia attraversante di rosso (citato in (16)) |
|        | Del Maestro (Firenze) Di rosso, al monte di sei cime d'argento cimato da una crocetta fioronata d'oro accostata da due rami di verde nodriti sulle cime laterali del monte stesso; il tutto abbassato sotto il capo cucito d'Angiò alias Di rosso, al monte di sei cime d'azzurro cimato da una crocetta fioronata d'oro accostata da due rami di verde nodriti sulle cime laterali del monte stesso; il tutto abbassato sotto il capo cucito d'Angiò alias Inquartato: nel 1° e 4° d'oro, all'aquila dal volo spiegato di nero, coronata del campo; nel 2° e 3° di rosso, al monte di sei cime d'argento cimato da una crocetta fioronata d'oro accostata da due rami di verde nodriti sulle cime laterali del monte stesso; il tutto abbassato sotto il capo cucito d'Angiò alias Inquartato: nel 1° e 4° d'oro, all'aquila dal volo spiegato di nero, coronata del campo; nel 2° e 3° di rosso, al monte di sei cime d'azzurro cimato da una crocetta fioronata d'oro accostata da due rami di verde nodriti sulle cime laterali del monte stesso; il tutto abbassato sotto il capo cucito d'Angiò (citato in (16)) |
|        | Del Maestro Piero (Firenze) Di rosso, alla fascia d'argento (citato in (16)) |
|        | Del Maestro Ugolino (Firenze) Di rosso, al leone d'oro sostenuto da un monte di tre cime d'azzurro alias Inquartato di rosso e d'argento (citato in (16)) |
|        | Del Magnese (Firenze) Di..., all'albero sradicato di... (citato in (16)) |
|        | Del Magno (Firenze) Palato di sei pezzi d'argento e di rosso, al capo del primo caricato di una rosa del secondo (citato in (16)) |
|        | Del Magrezza (Firenze) D'oro, alla banda d'azzurro, caricata di tre palle del campo (citato in (16)) (DE) In Gold 1 blauer Schrägbalken, belegt mit 3 goldenen Scheiben (citato in (23)) alias D'oro, alla fascia d'azzurro caricata di tre anelletti del campo e sormontata da una palla d'azzurro (citato in (16)) |
|        | Del Maino o Del Mayno (Pavia) Titolo: conti di Bassignana, Bosco Marengo; signori di Bellinzago, Fontanetto, Oleggio Bandato di nero e d'argento, le bande di nero cariche di sei rose d'argento, 1, 2, 3 (citato in (18)) Motto: Plus altement alias Bandato di nero e d'argento, le bande di nero cariche di sei rose d'argento, 1, 3, 2 (citato in (18)) alias Bandato di nero e d'argento, le bande di nero cariche di sei rose d'argento, bottonate d'oro, 1, 3, 2 (citato in (18)) alias Bandato di nero e d'argento, le bande di nero cariche di sei rose d'argento, bottonate d'oro, 1, 3, 2, con il capo d'oro, carico di un'aquila di nero (citato in (18)) alias Di rosso, al levriero d'argento, collarinato d'azzurro (citato in (18)) Motto: Virtuti fortuna comes |
|        | Del Maino (Milano, Pavia, Torino) bandato di nero e di argento - le bande di nero caricate di 6 rose di argento poste 1,3,2 - capo d'Impero (citato in LEOM) |
|        | Del Maino (Cremona) Titolo: marchesi bandato di nero e d'argento, le bande d'argento caricate di sei rose di rosso: 1, 2 e 3 (citato in BLCR) Immagine in Blasonario Cremonese (archiviato dall'url originale il 7 aprile 2014). |
|        | Del Mancino Bonelli (Firenze) Di rosso, alla torre torricellata di un pezzo d'oro alias Di rosso, al castello torricellato di un pezzo, accompagnato in punta da un ramo di giglio di giardino fiorito di tre pezzi, il tutto al naturale alias Di rosso, al castello torricellato di un pezzo d'oro, accompagnato da tre stelle a otto punte dello stesso, ordinate in capo (citato in (16)) |
|        | Del Mare (Firenze) Di rosso, al grifone d'oro e alla banda attraversante d'azzurro caricata di tre compassi semiaperti d'oro posti nel senso della pezza alias Di rosso, al grifone d'oro e alla banda attraversante d'azzurro caricata di tre tenaglie d'oro poste nel senso della pezza (citato in (16)) |
|        | Del Mare (Toscana) (DE) In Rot 1 goldener Drache, überdeckt von 1 schwarzen Schrägbalken (citato in (23)) |
|        | Del Masso (Cesena) (la blasonatura non è stata ancora caricata) (citato in BLCW) Immagine in Blasone Cesenate. |
|        | Del Mastio o Del Mastio di Pisa (Toscana) (DE) In Rot 3 silberne Adler, 2:1 gestellt (citato in (23)) |
|        | Del Mazza (Firenze) D'azzurro, a due martelli decussati d'oro, legati di... (citato in (16)) alias D'azzurro, a due mazze d'arme decussate d'oro, legate di... (citato in (16)) (DE) In Blau 2 gekreuzte und unten durch ein goldenes Band verbundene goldene Hämmer (citato in (23)) |
|        | Del Mazza (Firenze) D'azzurro, al leone d'oro tenente in palo con le branche anteriori una mazza d'arme dello stesso (citato in (16)) |
|        | Del Mazza (Firenze) Troncato: nel 1° d'azzurro, al cane corrente d'argento, collarinato di rosso; nel 2° d'oro, a due fasce di rosso alias Troncato: nel 1° d'azzurro, al cane corrente d'argento, collarinato di rosso; nel 2° di rosso, a due fasce d'oro alias Troncato: nel 1° d'azzurro, al cane corrente d'argento, collarinato di rosso; nel 2° d'oro, alla gemella in fascia di rosso (citato in (16)) |
|        | Del Mazza (Firenze) Di rosso, a tre martelli (mazzuoli) al naturale, 2.1 (citato in (16)) |
|        | Del Mazza (Toscana) (DE) In Rot 1 silberner Hund? (citato in (23)) |
|        | Del Medico (Carrara) Trinciato d'azzurro e di rosso, a tre stelle a sei punte d'oro, 1.2, nel primo; e al leone al naturale attraversante sulla partizione e tenente una torre dello stesso (citato in (16)) leone rampante al naturale tenente tra le zampe anteriori una torre al naturale su trinciato di azzurro e di rosso - 3 stelle (6 raggi) di oro poste 1,2 in alto a destra su azzurro (citato in LEOM) |
|        | Del Medico (Siena) Di..., allo scaglione di... accompagnato in capo da un crescente di... nel cantone destro e da una stella a otto punte di... nel cantone sinistro, e in punta da una testa di leone di... (citato in (16)) |
|        | Del Medico Staffetti (Massa, Carrara, Pisa) Interzato in palo: nel 1° di rosso, alla cicogna d'argento tenente nel becco un ramo d'oro e nella zampa destra una staffa dello stesso, e alla sbarra scaccata d'argento e di nero ritirata a sinistra e terminante alla cicogna; nel 2° troncato: a/ di verde, al leone d'oro coronato dello stesso, tenente una torre d'argento e abbassato sotto il capo d'azzurro caricato di tre stelle a sei punte d'oro; b/ d'argento, a due draghi di rosso sedenti sulla campagna di verde cancellata d'argento; nel 3° d'azzurro, a due stelle a sei punte affiancate d'oro accompagnate in capo da un giglio dello stesso, e in punta da un monte di tre cime di rosso (citato in (16)) |
|        | Del Medico Staffetti (Garfagnana, Massa) leone rampante torre tra le anteriori tutto al naturale su trinciato di azzurro e di rosso - 3 stelle (6 raggi) di oro poste in alto a destra 1,2 su azzurro - cicogna al naturale reggente nel becco un ramo di biancospino al naturale e nella zampa destra una staffa di oro il tutto su sbarra ridotta e scaccata di argento e di azzurro (2file) su verde (citato in LEOM) |
|        | Del Mestri (Medea (Cormons)) Titolo: Conte del S. R. I. inquartato: al 1º e 4º d'oro, all'aquila di nero, coronata del campo, linguata di rosso, rivoltata nel primo punto; al 2º e 3º d'azzurro a due pali d'oro; sul tutto di rosso alla banda d'argento, caricata di uno stambecco di nero, linguato di rosso, posto lungo la pezza (citato in (4) – Vol. II pag. 606) capra di nero passante su banda di argento su scudetto di rosso su - 2 aquile di nero su oro affrontate alla tedesca - palato di azzurro e di oro (citato in LEOM) Cimieri: 1º l'aquila dello scudo; 2º due corna di bisonte, troncate, la destra d'oro e d'azzurro, la sinistra d'azzurro e d'oro; 3º tre penne di struzzo una di nero fra due d'argento; 4º il volo troncato, a destra di rosso e d'argento, a sinistra d'argento e di rosso con uno stambecco di nero, linguato di rosso, ritto |
|        | Del Mestri (Cormons) Titolo: Contessa del S. R. I. inquartato: al 1º e 4º d'oro, all'aquila di nero, coronata del campo, linguata di rosso, rivoltata nel primo punto; al 2º e 3º d'azzurro a due pali d'oro; sul tutto di rosso alla banda d'argento, caricata di uno stambecco di nero, linguato di rosso, posto lungo la pezza (citato in (4) – Vol. II pag. 607) |
|        | Del Migliore (Firenze) Trinciato cuneato di nero e d'argento (citato in (16)) |
|        | Del Migliore (Firenze) trinciato merlato di 3 pezzi e 1 mezzo di nero su argento (citato in LEOM) |
|        | Del Migliore (Firenze) Di..., alla croce di sant'Andrea scaccata di due file di... e di... alias Inquartato decussato d'argento e di nero, all'aquila dal volo abbassato dell'uno all'altro (citato in (16)) |
|        | Del Migliore (Firenze) D'azzurro, al monte di sei cime d'oro, cimato da un destrocherio di carnagione indicante in alto, accompagnato ai lati da due stelle a otto punte d'oro (citato in (16)) |
|        | Del Milanese (Prato, Firenze) Di rosso, a due branche di leone decussate d'argento (citato in (16)) |
|        | Del Milanese (Prato, Firenze) Trinciato: nel 1° d'oro, al leone leopardito d'azzurro; nel 2° bandato di sei pezzi di rosso e d'argento (citato in (16)) |
|        | Del Monaco (Vastogirardi) (la blasonatura non è stata ancora caricata) (citato in DAlena) |
|        | Del Monte (Monte San Savino) D'azzurro, alla banda di rosso caricata di tre monti di tre cime d'oro posti nel senso della pezza, ed accostata da due corone d'alloro di verde, baccate d'oro (citato in (16)) |
|        | Del Monte (Monte San Savino) D'azzurro, alla sbarra di rosso caricata di tre monti di tre cime d'oro posti nel senso della pezza, ed accostata da due corone d'alloro di verde (Immagine nella Raccolta stemmi Trippini (JPG).) |
|        | Del Monte (Roma) (la blasonatura non è stata ancora caricata) (Immagine nell' Monte.pdf#view=fit&navpanes=1 Archivio Storico Capitolino.) |
|        | Del Moro o Del Moro del Lion Rosso(Firenze) D'azzurro, a due martelli decussati d'argento (citato in (16)) alias (DE) Innerhalb 1 goldenen Schildbords in Blau 2 einwärtsgekehrte gekreuzte silberne Hämmer (citato in (23)) |
|        | Del Moro (Toscana) (DE) Unter 1 blauen Schildhaupt, darin 1 goldener Sparren, schwarz-silber geschacht (citato in (23)) |
|        | Del Moro Fiaschi (Ferrara) Titolo: marchesi di Borgo San Dalmazzo Inquartato, al 1° e 4° d'oro, all'aquila bicipite di nero, al 2° e 3° di rosso, al fiasco all'antica, d'argento, legato di [...], e sul tutto d'oro, a tre more al naturale, fogliate di due pezzi, rovesciate, le due superiori inclinate a scaglione (citato in (18)) |
|        | Del Mosca (Pisa) Di rosso, al leone d'oro, e alla banda diminuita attraversante dello stesso alias Di rosso, al gattopardo d'oro, e alla banda diminuita attraversante dello stesso alias Di rosso, alla pantera d'oro, e alla banda diminuita attraversante dello stesso (citato in (16) e in DAlena) |

### Deln
| Stemma | Casato e blasonatura |
| ------ | --- |
|        | Del Nacca (Firenze) D'azzurro, al leone tenente con le branche anteriori un arco armato della sua freccia, il tutto d'oro (citato in (16)) |
|        | Del Neca (Firenze) D'azzurro, al massacro di cervo d'argento racchiudente fra i rami una stella a otto punte di...; e al capo dell'Impero (citato in (16)) |
|        | Del Neca (Toscana) (DE) In Blau 1 goldener Löwe, mit 1 Pranke 1 mit 1 silbernen Pfeil gespannten silbernen Bogen halten (citato in (23)) |
|        | Del Nente (Firenze) Fasciato di otto pezzi d'argento e di nero, alla banda attraversante di rosso alias Fasciato di otto pezzi d'argento e di nero, al lambello a tre pendenti di rosso caricante il primo pezzo d'argento, e alla banda attraversante pure di rosso (citato in (16)) |
|        | Del Nente (Toscana) (DE) In Silber 1 vierlätziger roter Turnierkragen und 3 schwarze Balken, diese überdeckt von 1 erniedrigten roten Schrägbalken (citato in (23)) |
|        | Del Nero di rosso, al levriere rampante d'argento, collarinato di rosso (citato in (5) – pag. 47) |
|        | Del Nero (Firenze) Di nero, al cane rampante d'argento, lampassato e collarinato di rosso (citato in (16) e in DAlena) (DE) In Schwarz 1 rotbehalsbandeter und rotgezungter silberner Hund (citato in (23))                                                                           |
|        | Del Nero (Siena) Troncato: nel 1° di rosso, al leone d'argento nascente dalla partizione e addestrato da un oggetto dello stesso; nel 2° d'argento pieno (citato in (16)) |
|        | Del Nero Cambi (Toscana) (DE) In silber-rot-schwarz gespaltenem und halbgeteiltem Feld 1 schwarz-rot gespaltener Schrägbalken (citato in (23)) |
|        | Del Nero del Drago (Firenze) Di nero, al cane rampante d'argento, lampassato e collarinato di rosso (citato in (16)) |
|        | Del Nobolo (Firenze) D'azzurro, al compasso aperto in scaglione tenuto da due mani controuscenti dai fianchi dello scudo e accompagnato da cinque stelle a otto punte ordinate in cinta, 2.2.1; il tutto d'oro (citato in (16))                                                       |

### Delo
| Stemma | Casato e blasonatura |
| ------ | --- |
|        | De lo Calzo (Rutigliano) Titolo: nobile di ... (azzurro ?) al drago rampante al naturale con la coda rivolta nel di dentro armato e linguato di rosso, tenente nella branca destra una croce (citato in (29)) |
|        | Delogu (Cagliari, Sassari, Ittiri, Pozzomaggiore, Banari, Roma) interzato in fascia: all 1º d'azzurro ad un crescente d'argento a destra ed una stella dello stesso a sinistra col motto scritto in due linee fra il crescente e la stella: Est tibi terra locus, semper coelumque Diana; al 2º d'argento ad una quercia con un'aquila posata su di essa ed un leone in atto di arrampicarsi per rapire l'aquila, il tutto al naturale e sinistrato dalla figura di Diana coll'arco e turcasso, vestita di rosso, pure al naturale, in atto di guardare il leone; al 3º d'oro alla Proserpina al naturale, vestita d'azzurro coronata di foglie di cipresso di verde, in atto di minacciare con un gruppo di serpenti al naturale, che tiene nella destra, alcuni demoni inviluppati in fiamme, il tutto al naturale Cimiero: elmo da nobile ornato dei lambrecchini dei colori dello scudo Motto: Est tibi terra locus semper coelumque Diana (citato in (4) – Vol. II pag. 607 e in DAlena) |
|        | Delogu (Sassari, Cagliari, Ittiri, Padria) D'azzurro a 3 bande d'oro con un seggiolone d'argento attraversante, sormontato da una stella di rosso posta sulla banda di mezzo (citato in DAlena) |
|        | De Longhi (Pinerolo) Palato di rosso e d'argento, alla pianta d'edera (al naturale), sul tutto (citato in (18)) |
|        | De Lorenzo (Napoli) d'azzurro, al leone d'oro tenente colle branche anteriori una palma di verde attraversato da una banda in divisa abbassata di rosso e accompagnata nel cantone sinistro del capo da un lambello di tre pendenti pure di rosso (citato in (2) – pag. 70 e pag. 313 e in DAlena) |
|        | De Los Cameros (Sicilia) d'azzurro, alla sbarra d'oro, trattenuta da due bocche di leone ed accompagnata da due stelle dello stesso (citato in Mango) |
|        | De Lottis (Roma) (la blasonatura non è stata ancora caricata) (immagine dello Stemmario reale di Baviera.) |
|        | De lo Vecchio o Del vecchio (Lucera, Rutigliano) Titolo: nobile di rosso al fascio di miglio al naturale legato d'oro (citato in (29)) |
|        | De Lowenberg (Lucca) Troncato: nel 1° d'azzurro, al leone d'argento nascente dalla troncatura; nel 2° d'argento, a due bande d'azzurro (citato in (16)) |

### Delp
| Stemma | Casato e blasonatura |
| ------ | --- |
|        | Del Pace (Firenze) D'azzurro, al massacro di cervo d'argento sormontato da due spade alte decussate dello stesso alias D'azzurro, al massacro di cervo d'argento sormontato da due spade alte decussate dello stesso; con il capo d'Angiò alias D'azzurro, al massacro di cervo d'argento sormontato da due spade alte decussate dello stesso, il tutto abbassato sotto lo scudetto di Francia posto nel capo (citato in (16)) |
|        | Del Pace o Del Pace delle Ruote (Firenze) Trinciato di rosso e di verde, alla banda d'azzurro bordata d'argento passata sulla partizione e caricata di tre gigli d'oro (citato in (16)) (DE) Rot-grün schräggeteilt und überdeckt von 1 silberbordierten blauen Schrägbalken, dieser belegt mit 3 senkrecht gestellten goldenen Lilien (citato in (23)) |
|        | Del Paio (Pisa, Volterra) Troncato: nel 1° d'oro, all'aquila dal volo spiegato di nero, coronata del campo; nel 2° d'azzurro, a monte di tre cime d'oro; e alla fascia di rosso passata sulla troncatura (citato in (16)) |
|        | Del Palagio (Firenze) Bandato di sei pezzi di rosso e di vaio, alla fascia attraversante d'azzurro alias Di rosso, a tre bande di vaio e alla fascia attraversante d'azzurro (citato in (16)) |
|        | Del Palanicchio (Firenze) Inquartato d'argento e di rosso, a quattrostelle a otto punte dell'uno nell'altro (citato in (16)) |
|        | Del Pancia (Firenze) D'oro, a due uccelli affrontati di nero, posati sulle cime laterali di un monte di tre cime d'azzurro (citato in (16)) (DE) In Gold 1 schwebender blauer Dreiberg, schräg und schräglinks besetzt mit je 1 schreitenden schwarzen Vogel, der rechte linksgewendet (citato in (23)) |
|        | Del Pannocchia (Toscana) (DE) In mit goldenen Kreuzen ungleichmäßig bestreutem blauen Feld 6 gestielte goldene Maiskolben, 4:2 gestellt (citato in (23)) |
|        | Del Pannocchia Riccomanni (Firenze) D'azzurro, a tre coppie di pannocchie ricadenti addossate d'argento, 2.1 alias D'azzurro, a sette crocette trifogliate d'oro, 3.3.1, alternate a tre coppie di pannocchie ricadenti addossate dello stesso, 2.1 alias D'azzurro, a sei crocette trifogliate d'oro, 3.3, alternate a tre coppie di pannocchie ricadenti addossate dello stesso, 2.1 alias D'azzurro, a cinque crocette trifogliate d'oro, 2.3, alternate a tre coppie di pannocchie ricadenti addossate dello stesso, 2.1; il tutto abbassato sotto uno scudetto di Francia posto tra due scudetti del Popolo fiorentino, posti in capo alias D'azzurro, a due pannocchie ricadenti addossate d'oro poste fra due crocette potenziate dello stesso, 1.1; con il capo d'Angiò alias D'azzurro, a due pannocchie ricadenti addossate d'oro poste fra quattro crocette potenziate dello stesso, 1.2.1; con il capo d'Angiò alias D'azzurro, a due pannocchie ricadenti addossate d'oro poste fra due crocette trifogliate dello stesso, 1.1; con il capo d'Angiò alias D'azzurro, a due pannocchie ricadenti addossate d'oro poste fra quattro crocette trifogliate dello stesso, 1.2.1; con il capo d'Angiò (citato in (16)) |
|        | Del Papa (Firenze) Fasciato di sei pezzi di nero e d'argento, al capo d'oro (citato in (16)) (DE) Unter 1 goldenen Schildhaupt 5mal schwarz-silber geteilt (citato in (23)) |
|        | Del Papa (Empoli, Firenze) Di..., alla fede di carnagione vestita di... e coronata di..., accompagnata in punta da tre pianticelle di..., nodrite sul terreno di..., la pianticella centrale fiorita di un pezzo di... (citato in (16)) |
|        | Del Pecchia (Toscana) (DE) 1 Laubbaum überdeckt von 1 der Figur nach mit 3 Adlern belegten erniedrigten Schrägbalken (citato in (23)) |
|        | Del Peccia (Siena) Partito: nel 1° d'azzurro, al leone dalla coda bifida, coronato e addestrato da una stella a sei punte, il tutto d'oro; nel 2° di verde, alla banda di rosso, caricata di tre stelle a sei punte d'oro (citato in (16)) |
|        | Del Pejro (Abruzzo) (la blasonatura non è stata ancora caricata) (citato in DAlena) |
|        | Del Pero (Valenza) Titolo: conti palatini Tagliato, d'oro, all'aquila di nero, e d'azzurro, a tre pere d'oro, fogliate di un pezzo a sinistra, di verde, 2, 1 alias D'azzurro, a tre pere d'oro, 2, 1, con il capo d'oro, carico di un'aquila, di nero Motto: Non sine fructu (citato in (18)) |
|        | Del Pezzo (Napoli) Titolo: principe di San Pio delle Camere, marchese di Civita Retenga, marchese Campodisola; duca di Caianello; barone di Santo Mango, Barisciano, Navelli, Ocre, Ofena, Ortodonico, Prata d'Ansidonia, Zoppi, Tornimparte; nobile dei duchi di rosso alla fascia d'argento sostenente un leopardo d'oro (l'arma nel cuore dell'aquila imperiale) (citato in (19)) di rosso alla fascia d'argento, sormontata da un leone seduto d'oro. Lo scudo accollato all'aquila imperiale a due teste degli Asburgo-Austria (citato in (22)) fascia di argento su rosso - leopardo di oro in alto su rosso (citato in LEOM) Notizie storiche in Nobili napoletani. |
|        | Del Pignatta (Siena) Di..., al vaso biansato di... (citato in (16)) |
|        | Delpino (Saluzzo) D'oro, al pino al naturale, fruttato d'argento Motto: Utroque viret (citato in (18)) |
|        | Del Pino o Pinos (Palermo) d'oro, a tre pine di verde con la bordura di rosso (citato in Mango) |
|        | Del Pitta (Pisa) Trinciato d'oro e di rosso, all'aquila dal volo abbassato di nero nel primo, e alla banda di verde passata sulla trinciatura (citato in (16)) |
|        | Del Poggetto o Du Puget (Nizzardo) Titolo: signori del Poggetto di Ténois e Roccabruna Di rosso, a una montagna d'argento, sormontata da un giglio, d'oro (arma antica) alias D'oro, a una montagna di rosso, cimata da un giglio dal piede aguzzo, dello stesso (citato in (18)) |
|        | Del Poggetto o Du Puget (Nizzardo) Titolo: signori di Puget Théniers, Figanières, Sant'Albano Inquartato, al 1° e 4° di rosso, a una stella (12) d'argento, al 2° e 3° d'oro a un montone di nero, accollato d'argento (citato in (18)) |
|        | Del Poggio (Pavia, Barbianello) aquila di nero su oro - monte a 6 cime di argento uscente dalla punta su azzurro (citato in LEOM) |
|        | Del Poggio (Pavia, Barbianello) monte a 6 cime di argento uscente dalla punta su azzurro - aquila di nero su oro in capo (citato in LEOM) |
|        | Del Ponte (Mondovì) Titolo: consignori di Villar Luserna Di rosso, alla banda d'azzurro, orlata d'oro (citato in (18)) |
|        | Del Ponte (Torino) D'argento, al decusse scorciato, accantonato da quattro stelle (7), il tutto di rosso (citato in (18)) |
|        | Del Porrina (Siena) Partito: nel 1° di rosso pieno; nel 2° d'azzurro, alla fascia d'argento (citato in (16)) |
|        | Del Porto o Lo Porto (Messina, Palermo) partito: nel 1° d'azzurro, a due fasce ondate d'argento, accompagnate nella punta da due bande d'oro, abbassate sotto d'una riga dello stesso; col capo d'oro caricato da un'aquila bicipite di nero spiegata e coronata all'imperiale; nel 2° fasciato d'oro e di nero di otto pezzi, al crancellino di verde, attraversante (citato in Mango) |
|        | Del Pozzo o Dal Pozzo (Alessandria) Titolo: marchesi di Annone D'oro, al pozzo di rosso, sostenuto da due draghi di verde alati, affrontati, con le code accollate sotto il pozzo (citato in (18)) un pozzo di rosso sostenuto da due draghi alati affrontati verdi in campo d'oro (citato in (26)) alias D'oro, alla vera di pozzo di rosso, sostenuta da due draghi di nero, affrontati (citato in (18)) alias inquartato: al 1º e 4º di rosso al pozzo d'oro, sostenuto da due draghi alati, d'oro al 2º e 3º, all'aquila bicipite, coronata nelle due teste di nero (citato in (26)) Cimiero: un'aquila di nero coronata d'oro Motto: Turbina nunquam |
|        | Del Pozzo (Sicilia) d'oro, al collo di pozzo rosso, attorniato da due dragoni di verde controrampanti e affrontati con le code annodate e passate in decusse Cimiero: un orso nascente al naturale impugnante, con la destra, una spada alta dello stesso Motto: Iura in armis regnare videbis (citato in Mango) |
|        | Del Pozzo e Del Pozzo Buschetti Titolo: baroni di Boione; consignori di Belvedere, Gattieras Inquartato, al 1° e 4° di rosso, al pozzo d'oro, sostenuto da due draghi alati, dello stesso, al 2° e 3° d'oro, all'aquila bicipite, coronata sulle due teste, di nero (citato in (18)) |
|        | Del Pozzo (Canale) D'oro, al pozzo di rosso, sostenuto da due draghi di nero, linguati di rosso, alati, affrontati, con le code accollate sotto il pozzo (citato in (18)) |
|        | Del Pozzo (Napoli, Lucera) Titolo: patrizio di Lucera partito 1º d'argento al pozzo; nel 2º di rosso a tre bande d'argento (citato in (19)) pozzo di rosso su argento - 3 bande di argento su rosso (citato in LEOM) |
|        | Del Pozzo (Roma) (la blasonatura non è stata ancora caricata) (Immagine nell' Pozzopdf#view=fit&navpanes=1 Archivio Storico Capitolino.) |
|        | Del Pozzo (Roma) (la blasonatura non è stata ancora caricata) (immagine dello Stemmario reale di Baviera.) |
|        | Del Pozzo Piccolomini (Abruzzo) (la blasonatura non è stata ancora caricata) (citato in DAlena) |
|        | Del Prato (Cesena) (la blasonatura non è stata ancora caricata) (citato in BLCW) Immagine in Blasone Cesenate. |
|        | Del Prete (Venafro) Titolo: marchesi D'azzurro a due leoni controrampanti sormontati da un sole raggiante con in capo una mitria coi relativi nastri tra due stelle (6) il tutto d'oro (citato in DAlena) alias d'azzurro a due leoni affrontanti sostenenti il sole raggiante, accompagnato in capo da una mitria con nastri accostata da due stelle il tutto d'oro (citato in (19)) sole raggiante di oro affiancato da - 2 leoni controrampanti dello stesso sormontato da - una mitra con relativi nastri affiancata a sua volta da - 2 stelle (6 raggi) tutto di oro su azzurro (citato in LEOM) |
|        | Del Pugliese (Firenze, Prato) Fasciato di sei pezzi di rosso e d'oro, al capo del secondo caricato di un leone nascente del primo alias Fasciato di sei pezzi di rosso e d'oro, al capo del secondo caricato di un leone nascente del primo; con il capo di Santo Stefano (citato in (16)) |
|        | Del Punta (Pisa) Di rosso, a due pali partiti d'oro e d'azzurro il primo, e d'azzurro e d'oro il secondo; e alla banda diminuita d'azzurro attraversante, e attraversata a sua volta dalla sbarra diminuita di rosso (citato in (16)) sbarra di rosso su - banda di azzurro su - 2 pali partiti a sinistra di oro e di azzurro e a destra di azzurro e di oro tutto su rosso (citato in LEOM) |

### Delr
| Stemma | Casato e blasonatura |
| ------ | --- |
|        | Del Re (Tivoli) giglio di oro accompagnato in basso da un segmento di corona rovesciato dello stesso tutto su azzurro (citato in LEOM) |
|        | Del Rede o Del Rede Linaioli (Toscana) (DE) In Rot 1 der Figur nach mit 1 goldenen Lilie belegter erniedrigter blauer Schrägbalken, beidseitig der Figur nach begleitet von je 3 achtstrahligen goldenen Sternen (citato in (23)) |
|        | Del Riccio (Firenze) D'azzurro, al riccio passante d'oro (citato in (16)) |
|        | Del Riccio (Firenze) D'oro, alla banda di rosso, accompagnata da due rose dello stesso, 1.1 alias D'argento, alla banda di rosso, accompagnata da due rose dello stesso, 1.1 alias Partito: nel 1° di..., alla torre merlata di...; nel 2° d'oro, alla banda di rosso, accompagnata da due rose dello stesso, 1.1 alias Partito: nel 1° di..., alla torre merlata di...; nel 2° d'argento, alla banda di rosso, accompagnata da due rose dello stesso, 1.1 (citato in (16))                                                                                  |
|        | Del Riccio (Firenze) D'argento, alla gemella in banda d'azzurro (citato in (16)) (DE) In Silber 1 blauer Zwillingsschrägbalken (citato in (23)) |
|        | Del Riccio o Del Riccio del Lion Nero (Toscana) (DE) In Blau 2 achtstrahlige goldene Sterne, 1 schreitender schwarzer Igel und 1 achtstrahliger goldener Stern 2:1:1 gestellt (citato in (23)) |
|        | Del Riccio (Toscana) (DE) In Gold 1 roter Schrägbalken, beidseitig begleitet von je 1 silbernen Rose (citato in (23)) |
|        | Del Riccio di San Giorgio (Firenze) D'oro, all'albero sradicato di verde e alla fascia attraversante d'azzurro caricata di tre stelle a sei punte del campo (citato in (16)) |
|        | Del Riccio dell'Unicorno (Firenze) Troncato: nel 1° d'azzurro, alla stella a otto punte d'oro; nel 2° di verde, al riccio passante di nero; con la fascia d'oro passata sulla troncatura (citato in (16)) |
|        | Del Ricco (Firenze) D'azzurro, alla stella a otto punte d'oro, posta in mezzo a tre gigli dello stesso, 2.1, e al capo cucito d'Angiò alias D'azzurro, al monte di tre cime d'oro movente dal mare al naturale, e sormontato da una stella a otto punte d'oro (citato in (16)) |
|        | Del Rimba (Firenze) D'argento, al delfino guizzante in palo di rosso, posto in mezzo a due lettere R maiuscole dello stesso (citato in (16)) (DE) In Silber 1 roter Delphin, begleitet im rechten und linken Obereck von je 1 roten Majuskelbuchstaben R (citato in (23)) |
|        | Del Rio (Lavis (Trento)) Titoli: Nobile di Tieffengruben e Sonnenberg d'azzurro al monte roccioso di argento sormontato da un sole radioso d'oro Cimiero: il monte col sole dello scudo fra due ali di nero (citato in (4) – Vol. II pag. 608) |
|        | Del Rondina (Siena) D'oro, alla croce di sant'Andrea di rosso, accompagnata in capo da un uccello (rondine) di nero alias Inquartato decussato d'oro e d'azzurro, alla croce di sant'Andrea d'argento passata sull'inquartatura, accompagnata nel 1° quarto da un uccello (rondine) posato al naturale (citato in (16)) |
|        | Del Rossellino (Firenze) D'azzurro, al leone di rosso coronato d'oro (citato in (16)) |
|        | Del Rosso (Volterra) Di rosso, alla fascia cucita d'azzurro sormontata da tre gigli bottonati d'oro ordinati nel senso della pezza (citato in (16)) |
|        | Del Rosso (Pisa) Di rosso, al leone d'oro, e al capo d'argento caricato di un giglio del campo (citato in (16)) leone rampante di oro su rosso - giglio di rosso su argento in capo (citato in LEOM) |
|        | Del Rosso (Pescia) Di..., al cane rampante di..., sormontato da una stella a sei punte di... (citato in (16)) |
|        | Del Rosso (Firenze) Troncato: nel 1° d'azzurro, alla branca di leone d'oro posta in fascia; nel 2° di vaio; alla fascia diminuita di rosso passata sulla troncatura (citato in (16)) |
|        | Del Rosso (Firenze) Di rosso, al cane rampante d'argento collarinato del campo (citato in (16)) |
|        | Del Rosso (Firenze) Troncato: nel 1° d'azzurro, a tre stelle a otto punte d'oro, 1.2; nel 2° di cielo, a due delfini nuotanti affrontati al naturale in un mare ondoso dello stesso; alla fascia diminuita di rosso passata sulla troncatura alias Troncato: nel 1° d'azzurro, a tre stelle a otto punte d'oro, 1.2; nel 2° di cielo, a due delfini nuotanti affrontati al naturale in un mare ondoso dello stesso; alla fascia diminuita di rosso passata sulla troncatura, la fascia caricata di una crocetta patente biforcata d'argento (citato in (16)) |
|        | Del Rosso (Firenze) Di rosso, alla torre di due piani d'argento (citato in (16)) castello a 2 palchi di argento chiuso dello stesso su rosso (citato in LEOM) |
|        | Del Rosso (Firenze) Di..., all'albero di..., nodrito su un monte di sei cime di... (citato in (16)) |
|        | Del Rosso (Firenze) Tagliato di rosso e d'azzurro, alla sbarra di verde passata sulla partizione e sostenente tre gigli d'oro nel primo (citato in (16)) |
|        | Del Rosso (Sa, Sepolcro, Firenze) fascia di azzurro su rosso sormontata da - 3 gigli fioriti di oro posti in fascia (citato in LEOM) |
|        | Del Rosso Pieri (Firenze) D'azzurro, al capro saliente di rosso (citato in (16)) |
|        | Del Ruota (Firenze) D'oro, alla ruota d'azzurro alias D'argento, alla ruota d'azzurro (citato in (16)) |

### Dels
| Stemma | Casato e blasonatura |
| ------ | --- |
|        | Del Saggina (Firenze) D'argento, alla pianta di saggina sradicata d'oro, spigata di tre pannocchie di rosso (citato in (16)) |
|        | Del Sale (Cesena) (la blasonatura non è stata ancora caricata) (citato in BLCW) Immagine in Blasone Cesenate. |
|        | Del Salvetto (Firenze) Trinciato d'oro e d'azzurro, a due coppie di compassi intrecciati, ciascuna coppia accompagnata da due stelle a otto punte, l'una sopra e l'altra sotto; il tutto dell'uno nell'altro (citato in (16)) |
|        | Del Sangro (la blasonatura non è stata ancora caricata) (citato in DAlena) |
|        | Del Sannella (Firenze) D'argento, a cinque bande d'azzurro caricate ciascuna di una stella a sei punte del campo (citato in (16)) |
|        | Del Sarto (Firenze) Trinciato d'azzurro e d'oro, a due coppie di compassi intrecciati, accostate ciascuna da due stelle a otto punte, il tutto dell'uno nell'altro (citato in (16)) (DE) Blau-gold schräggeteilt, in beiden Plätzen je 2 einander zugewendete, gekreuzte Zirkel zwischen 2 achtstrahligen Sternen, alles in verwechselten Tinkturen (citato in (23)) |
|        | Del Sarto o Del Sarto del Lion Rosso (Firenze) D'oro, alla colonna d'azzurro accostata da due stelle a otto punte dello stesso e sormontata da un compasso aperto al naturale racchiudente fra i bracci una terza stella d'azzurro (citato in (16)) (DE) In Gold 1 blaue Säule, besetzt mit 1 gestürzten blauen Zirkel, begleitet oben und beidseitig von 3 achtstrahligen blauen Sternen (citato in (23)) alias D'oro, alla colonna d'azzurro accostata da due stelle a sei punte dello stesso e sormontata da un compasso aperto al naturale racchiudente fra i bracci una terza stella d'azzurro (citato in (16)) |
|        | Del Scicco (Toscana) (DE) Rot-silber geteilt: Oben 1 wachsender goldener Löwe, unten 3 blaue Balken (citato in (23)) |
|        | Del Senno (Trieste) albero al naturale nodrito su terrazzo di verde uscente dalla punta accompagnato a destra da - un cervo rampante di oro tutto su azzurro (citato in LEOM) |
|        | Del Seppia (Pisa) Di rosso, a tre ossi di seppia d'argento, 2.1 alias Di rosso, a tre ossi di seppia d'argento, 1.2 alias D'azzurro, a tre ossi di seppia d'argento, 2.1, accompagnati in capo da un'aquila dal volo abbassato di nero alias Troncato d'azzurro e di rosso, a tre ossi di seppia d'argento, due nel 1° e uno nel 2° (citato in (16)) |
|        | Del Sera (Firenze) D'oro, alla branca di leone posta in banda di rosso (citato in (16)) alias D'oro, alla branca di leone posta in banda di rosso, con il capo d'Angiò (citato in (16)) (DE) Unter blauem Schildhaupt, darin 1 vierlätziger roter Turnierkragen, zwischen den Lätzen begleitet von je 1 goldenen Lilie (Capo d'Angiò), in Gold 1 schräggelegte abgerissene rote Löwenpranke (citato in (23)) alias D'oro, alla branca di leone posta in banda di rosso, il tutto abbassato sotto il capo di Santo Stefano (citato in (16))                                                                           |
|        | Del Sera (Toscana) (DE) In Silber 1 silberner? Löwe, in der Rechten 1 goldene Perlenkette haltend, unten begleitet von 1 roten Lilie und überdeckt von 1 roten abgeflachten Schräglinksbalken (citato in (23)) |
|        | Del Sera o Del Sera Fiaschi (Firenze, America) zampa di leone posta in banda di rosso su oro - capo d'Angiò (citato in LEOM) |
|        | Del Sera Cini (Firenze) D'azzurro, a tre ghiande di..., picciolate e fogliate di due pezzi di..., 2.1 (citato in (16)) |
|        | Del Serra (Firenze) D'azzurro, alla colonna di..., accompagnata da tre stelle a otto punte di..., una posta in capo e due ai lati (citato in (16)) |
|        | Del Seta (Firenze) D'azzurro, al leone al naturale, tenente con la branca anteriore destra una collana d'oro, accompagnato in punta da un giglio di rosso e attraversato dalla sbarra diminuita dello stesso (citato in (16)) |
|        | Del Seta (Firenze) D'azzurro, all'albero di verde nodrito su un monte di sei cime d'argento, e accompagnato da tre rose di rosso, due ai lati e una in punta (citato in (16)) |
|        | Del Setaiolo (Pisa, Firenze) Di rosso, alla banda d'oro e alla sbarra attraversante d'argento, il tutto accompagnato da due stelle a otto punte d'oro, una in capo e una in punta (citato in (16)) |
|        | Del Signoraccio (Pistoia) Troncato cuneato d'argento e d'azzurro, a tre chiodi di nero posti in palo e ordinati uno accanto all'altro nel primo (citato in (16)) |
|        | Del Sodo (Firenze) Di..., al monte di sei cime di..., cimato di una crocetta patente di..., il tutto posto in mezzo a quattro stelle a otto punte di..., 1.2.1 (citato in (16)) |
|        | Del Soldato (Firenze) Troncato: nel 1° d'argento, al leone di rosso nascente dalla troncatura; nel 2° d'azzurro, a tre gamberi montanti di rosso, 2.1 (citato in (16)) |
|        | Del Soldato del Lion Nero (Firenze) Troncato: nel 1° d'argento, al leone di rosso nascente dalla troncatura; nel 2° d'azzurro, a tre gamberi montanti di rosso, ordinati l'uno di fianco all'altro (citato in (16)) |
|        | Del Sole (Levaldigi, Savigliano) D'azzurro, alla banda d'oro (citato in (18)) |
|        | Delsolio o Del Solio (Pagno) D'argento, alla fascia di nero, sormontata da una colomba, al naturale (citato in (18)) |
|        | Del Sordo (San Severo, Foggia) d'argento, alla biscia d'azzurro ondeggiante in palo coronata d'oro; addestrata da 3 rose di rosso in ventaglio su di uno stelo terrazzato di verde (citato in (2) – pag. 575 e in DAlena) |
|        | Del Succha (Toscana) (DE) 3 Pflanzen balkenweise (citato in (23)) |
|        | Del Suzzeca (Firenze) Di..., a tre steli di..., posti in palo affiancati e cimati ciascuno da una pannocchia di..., ricadente a destra (citato in (16)) |

### Delt
| Stemma | Casato e blasonatura |
| ------ | --- |
|        | Del Taia (Siena) D'azzurro, alla zampa di bue d'oro, posta in palo in mezzo a cinque stelle a sei punte dello stesso, 2.2.1 alias ùD'azzurro, alla zampa di bue d'oro, posta in palo in mezzo a cinque stelle a otto punte dello stesso, 2.2.1 (citato in (16)) |
|        | Del Tasso (Firenze) Troncato: nel 1° d'azzurro, all'animale (tasso) passante d'argento; nel 2° di rosso, a due chiavi decussate d'argento, accantonate da quattro rose dello stesso; e alla fascia diminuita d'argento passata sulla troncatura alias Troncato: nel 1° di rosso, al compasso d'oro, posto in mezzo a due animali (tassi) affrontati dello stesso; nel 2° d'azzurro, a due chiavi decussate d'oro, accantonate da quattro rose dello stesso; e alla fascia pure d'oro passata sulla troncatura alias Troncato: nel 1° di rosso, all'incudine d'oro, posta in mezzo a due animali (tassi) affrontati dello stesso; nel 2° d'azzurro, a due chiavi decussate d'oro, accantonate da quattro rose dello stesso; e alla fascia pure d'oro passata sulla troncatura (citato in (16)) |
|        | Del Teglia (Firenze) D'argento, a quattro catene d'azzurro moventi dai quattro angoli dello scudo, riunite in cuore per un anello dello stesso, e accompagnate in capo da un lambello a tre pendenti di rosso (citato in (16)) |
|        | Del Testa (Siena) Inquartato: nel 1° d'argento, alla croce d'azzurro caricata di cinque crescenti montanti d'oro, 1.3.1; nel 2° d'oro, all'aquila di nero talvolta coronata del campo; nel 3° d'argento, al leone di rosso tenente una corona radiata d'oro, talvolta accompagnato nel cantone destro del capo da un crescente montante d'oro; nel 4° d'azzurro, a due bracci decussati d'argento sormontati da una stella a sei punte d'oro alias Inquartato: nel 1° d'argento, alla croce d'azzurro caricata di cinque crescenti montanti d'oro, 1.3.1; nel 2° d'oro, all'aquila di nero talvolta coronata del campo; nel 3° d'argento, al leone di rosso tenente una corona radiata d'oro, talvolta accompagnato nel cantone destro del capo da un crescente montante d'oro; nel 4° d'azzurro, a due bracci decussati d'argento sormontati da una stella a otto punte d'oro alias Partito: nel 1° d'argento, alla croce d'azzurro caricata di cinque crescenti montanti d'oro, 1.3.1; nel 2° troncato, a/ d'argento, al leone d'azzurro tenente una corona radiata d'oro, b/ d'azzurro, a due bracci decussati al naturale sormontati da una stella a sei punte d'oro (citato in (16)) |
|        | Del Testa (Pisa) Troncato di rosso e d'argento, a tre pampini (o foglie) del primo nel secondo, 2.1 (citato in (16)) |
|        | Del Testa (Firenze) D'azzurro, alla banda d'oro caricata di tre gigli del campo posti nel senso della pezza (citato in (16)) |
|        | Del Tignoso (Pisa) Di rosso, alla banda d'azzurro caricata di tre coppie di pannocchie addossate d'oro, poste e ordinate nel senso della pezza (citato in (16)) |
|        | Del Tignoso (Sicilia) di rosso, al leone coronato d'oro (citato in Mango) |
|        | Del Torso (Udine) trifoglio di verde stelato e radicato dello stesso su troncato di argento e di nero - capo d'Impero (citato in LEOM) |
|        | Del Torto (Pisa) D'oro, all'albero di quercia sradicato e ghiandifero al naturale, sormontato da un'aquila dal volo spiegato di nero, coronata del campo (citato in (16)) |
|        | Del Toso (Firenze) D'argento, alla fascia di rosso, accompagnata da due crescenti montanti d'azzurro, 1.1 (citato in (16)) |
|        | Del Tovaglia (Firenze) Troncato d'azzurro e d'oro, alla stella a otto punte del secondo nel primo, e al monte di sei cime del primo nel secondo (citato in (16)) (DE) Blau-gold geteilt: Oben 1 achtstrahliger goldener Stern, unten 1 schwebender blauer Sechsberg (citato in (23)) |
|        | Del Tozzo o Del Tozzo del Scarperia (Firenze) Troncato di nero e d'argento, al leone dell'uno all'altro (citato in (16)) (DE) In schwarz-silber geteiltem Feld 1 Löwe in verwechselten Tinkturen (citato in (23)) |
|        | Del Troscia (Firenze) Troncato: nel 1° d'oro, al leone leopardito d'azzurro; nel 2° di rosso, a tre anelletti troncati d'argento e d'azzurro, 2.1 (citato in (16)) |
|        | Del Troscia (Toscana) (DE) Unter 1 goldenen Schildhaupt, darin 1 schreitender blauer Löwe, in Rot 3 blau-silber geteilte Ringe, 2:1 gestellt (citato in (23)) |
|        | Del Truna (Firenze) Di..., alla banda di... caricata di una stella a otto punte di... e accompagnata da due stelle a otto punte di..., 1.1 (citato in (16)) |
|        | Del Tufo e Del Tufo di Pieschici e di Torre Loggia (Napoli, Aversa) Titolo: principe, principe d'Ischitella, Migliano, duca di Roccamandolfi, San Cipriano, San Demetrio; marchese di Matino, Genzano, Lavello, San Marco, Collelungo, Trevico, Chiuppeto, San Giovanni, San Martino in Celsito; patrizio di Aversa; barone di Baraniello, Chiusano, Frignano Maggiore, Genzano, Lavello, Matino, Tufo, Montefredano, Montemelione, Orta, San Cipriano, San Marzano, San Massimo, Torrione, Vallata Di nero con un innesto in punta d'argento, col capriolo del medesimo, accompagnato nel capo da un lambello a 3 pendenti d'oro (citato in DAlena e in (22)) di nero alla punta d'argento carica di uno scaglione del campo e sormontata da un lambello di tre pendenti d'oro (citato in (16)) scaglione di nero su punta di argento su nero - lambello a 3 gocce di oro in alto su nero (citato in LEOM) Notizie storiche in Nobili napoletani. |
|        | Del Tufo (Napoli) di nero, a due scaglioni scorciati di rosso, sormontati da un lambello di tre pendenti d'azzurro (Immagine nella Raccolta stemmi Trippini (JPG).) |
|        | Del Tura (Firenze) D'azzurro, alla banda d'oro (citato in (16)) |
|        | Del Turco (Firenze) tagliato d'argento e di nero alla sbarra ondata dell'uno nell'altro, al leone rivolto di rosso, passante sul tagliato (citato in (2) - pag. 537) Motto: Si Deus pro nobis quis contra nos? alias D'azzurro, a tre delfini di rosso nuotanti l'uno sull'altro alias Tagliato ondato d'argento e di nero, alla sbarra ondata dell'uno all'altro passata sulla partizione e sostenente un leone leopardito rivolto di rosso alias Trinciato ondato d'argento e di nero, alla banda ondata dell'uno all'altro passata sulla partizione e sostenente un leone leopardito di rosso (citato in (16)) |
|        | Del Tutto (Firenze) D'argento, al toro furioso di rosso (citato in (16)) (DE) In Silber 1 roter Stier mit unterschlagenem Schwanz (citato in (23)) |

### Delu
| Stemma | Casato e blasonatura |
| ------ | --- |
|        | De Luca (Molfetta) D'azzurro alla fascia d'oro, al leone al naturale nascente dalla fascia ed in punta un angelo in maestà al naturale alias d'azzurro al leone d'oro rampante ad una colonna d'argento poggiata su un campo di verde (citato in DAlena) |
|        | De Luca (Napoli, Trani) Titolo: patrizio di Trani d'azzurro al leone d'oro linguato di rosso, sormontato da una crocetta d'argento, attraversato da una fascia d'argento caricata da tre rose rosse (citato in (19)) 3 rose di rosso su fascia di argento su - leone rampante di oro su azzurro - crocetta di argento posta nel canton sinistro del capo su azzurro (citato in LEOM) d'azzurro, al leone d'oro linguato di rosso, sormontato in capo da una crocetta d'argento ed attraversato da una banda dello stesso caricata di tre rose di rosso (citato in (32))                                                                     |
|        | De Luca (Napoli) fascia di rosso su - leone rampante di oro posto sulla cima centrale di 3 monti al naturale di verde uscenti dalla punta su azzurro - cometa posta in palo di argento in alto a sinistra su azzurro (citato in LEOM) |
|        | De Luca (Molfetta) d'azzurro, al leone d'oro tenente nella branca destra una croce di Malta d'argento, alla banda dello stesso, caricata di 3 rose di rosso, attraversante sul tutto Cimiero: un leone d'oro Motto: Sic adversa fugantur (citato in ) |
|        | De Luca (Foggia) Titolo: marchese, marchese di Roseto d'azzurro al leone d'oro, su una cima di un monte di verde, nel capo di una cometa d'argento, attraversato da una fascia di rosso (citato in (19)) |
|        | De Luca (Campobasso) Titolo: baroni d'azzurro alla fascia d'oro al leone al naturale nascente, in punta un angelo (citato in (19)) fascia di oro su azzurro - leone al naturale rampante nascente dalla fascia su azzurro - angelo al naturale in maestà in basso su azzurro (citato in LEOM) |
|        | De Luca di Lizzano (Amantea) Titolo: patrizio di Amantea col predicato di Lizzano d'azzurro al leone d'oro tenente con la zampa destra una croce d'argento con una fascia d'argento caricata di tre rose rosse (citato in (19)) 3 rose di rosso su fascia di argento su - leone rampante di oro tenente nella zampa destra una crocetta patente di argento su azzurro (citato in LEOM) |
|        | De Luca di Melpignano (Molfetta, Melpignano) Titolo: nobile col predicato di Melpignano d'azzurro al leone d'oro linguato di rosso, tenente nella zampa destra una croce con banda d'argento passante carica da tre rose rosse (citato in (19)) 3 rose di rosso su banda di argento su - leone rampante di oro tenente nella zampa destra una crocetta patente di argento su azzurro (citato in LEOM) |
|        | De Luca Resta (Napoli, Noci) Titolo: marchesi d'azzurro al leone d'oro attraversato da una fascia d'argento tenente con la zampa destra una croce d'argento (citato in (19)) fascia di argento su - leone rampante di oro tenente nella zampa destra una croce latina biforcata di argento tutto su azzurro (citato in LEOM) |
|        | De Luca Selpigni (Messina) Titolo: barone della Dogana del Mare di Catania trinciato di rosso e azzurro, alla colonna al naturale poggiata sull'erba, sormontata da un sole d'oro a tre stelle d'argento (citato in (19)) trinciato di rosso e d'azzurro, alla colonna con piedistallo e capitello rudimentali di marmo al naturale, poggiante sulla terra coperta d'erba secca e sormontata dal sole raggiante d'oro, addestrata dal leone al naturale, rivoltato e coronato d'oro, appoggiato alla colonna, e sinistrata da tre stelle (6) d'argento male ordinate 1 e 2 (citato in (27)) Notizie storiche in Famiglie nobili di Sicilia. |
|        | De Luca Silipigni (Messina) colonna di argento su terrazzo al naturale su trinciato di rosso e di azzurro affiancata a sinistra da - leone rampante al naturale rivolto (potrebbe avere anche la testa rivolta) coronata di oro su azzurro - e a destra da 3 stelle (6 raggi) di argento poste 1,2 su rosso - sole raggiante di oro in alto su rosso (citato in LEOM) |
|        | De Lucia (Molise) (la blasonatura non è stata ancora caricata) (citato in DAlena) |
|        | De Luccis o De Lucio o De Lutiis (Rutigliano) Titolo: nobile d'azzurro alla fascia d'oro abbassata, accompagnata nel capo da una corona radiata dello stesso (citato in (29)) |
|        | De Lucinge Titolo: consignori di Castelnuovo Bandato d'argento e di rosso, di sei pezzi Motto: Usque quo (citato in (18)) |
|        | De Lugo (Milano) frutto a forma di mandarino al naturale gambuto e fogliato di verde capovolto posto in palo su argento - 2 fasce ondate di argento su rosso (citato in LEOM) |
|        | De Lugo (Cremona) Titolo: nobili inquartato; nel primo e nel quarto d'argento alla mela al naturale con il gambo e le foglie di verde; nel secondo e nel terzo di rosso a due fasce ondate d'argento (citato in BLCR) Immagine in Blasonario Cremonese (archiviato dall'url originale il 7 aprile 2014). |
|        | De Lugrin Titolo: signori di Villanovetta Saluzzo Troncato d'argento e di rosso (citato in (18)) |
|        | De Luna (Tortona) Troncato, al 1° d'argento, al vaso sostenuto dalla partizione, accompagnato in capo da un crescente, il tutto d'argento (?), al 2° fasciato di quattro pezzi di rosso e d'argento (citato in (18)) |
|        | De Luna (Napoletano) Titolo: duca di Bivona, Montalto spaccato, nel 1° d'argento a un crescente riversato di due file d'oro e di nero; nel 2°scaccato d'oro e di nero di quattro file (citato in (22)) Notizie storiche in Nobili napoletani. |
|        | De Lutti (Verona, Treviso, Venezia, Pavia, Rovereto) fascia di azzurro su troncato e semipartito di oro e di rosso - aquila di rosso coronata di oro su oro in alto - 3 colonne di argento uscenti dalla punta a sinistra su rosso - leone rampante rivolto coronato di oro su rosso a destra (citato in LEOM) |
|        | De Luxembourg-Martigues Titolo: signori di Bastia e Carassone D'argento, al leone di rosso, con la coda forcuta, annodata e decussata, armato, lampassato e coronato d'oro (citato in (18)) |

### Delv
| Stemma | Casato e blasonatura |
| ------ | --- |
|        | Del Vaja (Siena) D'azzurro, al monte di tre cime d'oro, accompagnato in capo da una rosa d'argento, e ai fianchi dello scudo da due stelle a sei punte d'oro (citato in (16)) |
|        | Del Vantaggio (Toscana) (DE) In Blau 1 goldener Löwe, mit beiden Pranken 1 silberbordierte und mit 1 goldenen Lilie belegte blaue Scheibe haltend (citato in (23)) |
|        | Del Vasto (Lucera) D'oro a due delfini d'azzurro, addossati in palo (citato in DAlena) |
|        | Del Vecchio (Lucera, Napoli) Titolo: patrizi di Lucera d'azzurro al cervo rampante d'oro, col capo d'oro caricato di un'aquila al naturale col volo spiegato (citato in (19)) cervo rampante di oro su azzurro - aquila al naturale su oro in capo (citato in LEOM) alias di rosso al fascio di miglio al naturale legato d'oro posto in palo (citato in (19)) fascio di spighe (covone) (di miglio) al naturale legato di oro su rosso (citato in LEOM) |
|        | Del Veneziano (Firenze) Di rosso, al leone al naturale e al capo d'oro caricato dell'aquila bicipite di nero, coronata del proprio campo sulle due teste (o capo dell'Impero) (citato in (16)) |
|        | Del Veneziano o Del Veneziano del Bue (Toscana) (DE) Gold-rot geteilt: Oben 1 naturfarbener Doppeladler, überhöht von 2 silbernen Kronen balkenweise, unten 1 silberner Löwe (citato in (23)) |
|        | Del Verde (Pisa) Di verde, alla banda doppiomerlata d'oro (citato in (16)) |
|        | Del Vernaccia (Firenze) D'azzurro, al cervo saliente d'argento, talvolta collarinato di rosso (citato in (16)) |
|        | Del Verre (Firenze) D'oro, al porco passante di nero, cinghiato d'argento e illuminato e lampassato di rosso (citato in (16)) (DE) In Gold 1 schreitendes silbergezäumtes rotgezungtes und rotbeaugtes schwarzes Schwein (citato in (23)) |
|        | Del Verre (Toscana) (DE) Schwarz-gold schräggeviert (citato in (23)) |
|        | Del Verzino (Firenze) Di rosso, al monte di sei cime d'oro, sostenente un drago di verde (citato in (16)) (DE) In Rot 1 schwebender goldener Sechsberg, oben besetzt mit 1 schreitenden grünen Drachen (citato in (23)) |
|        | Del Vetro (Siena) Partito: nel 1° di..., all'aquila dal volo abbassato di..., uscente dalla partizione; nel 2° di... pieno (citato in (16)) |
|        | Del Vigna (Pisa) Di rosso, al leone bandato di sei pezzi d'argento e di nero (citato in (16)) |
|        | Del Vigna (Firenze) Bandato di nero e d'argento alias Di rosso, al leone d'argento alias Di rosso, al leone bandato d'argento e di nero alias Di rosso, al leone d'argento e alla gemella in banda attraversante di nero (citato in (16)) |
|        | Del Vio (Palermo) trinciato d'oro e di rosso, al leone di verde attraversante (citato in Mango) |
|        | Del Vita (Firenze) Di rosso, alla pianta sradicata di vite, pampinata e fruttifera al naturale (citato in (16)) |
|        | Del Vivaio (Firenze) D'argento, allo scaglione d'azzurro orlato d'oro, e caricato di tre coppie di crescenti addossati dello stesso (citato in (16)) |
|        | Del Vivo (Empoli) Inquartato: nel 1° d'oro, alla croce di rosso caricata di una stella a otto punte d'azzurro; nel 2° d'azzurro, a tre stelle a otto punte d'oro, 2.1; nel 3° di rosso, a tre sbarre d'argento; nel 4° d'azzurro, al leone d'oro nascente da un cercine d'argento e di rosso, e alla campagna di verde (citato in (16)) |
|        | Del Voglia Fini (Firenze) D'oro, a due spade basse decussate di rosso (citato in (16)) |
|        | Del Volta (Fucecchio, Firenze) Troncato di rosso e d'argento, al cerchio attraversante d'oro, guarnito di code di ermellino di nero (citato in (16)) |

### Delz
| Stemma | Casato e blasonatura |
| ------ | --- |
|        | Del Zaccaria (Toscana) (DE) In Silber 3 liegende rote Halbmonde, 2:1 gestellt und oben begleitet von 1 vierlätzigen roten Turnierkragen (citato in (23))        |
|        | Del Zaccheria (Firenze) D'argento, a tre crescenti montanti di rosso, 2.1, accompagnati in capo da un lambello a quattro pendenti dello stesso (citato in (16)) |
|        | Del Zaccheria (Firenze) Di..., al toro furioso di... (citato in (16))                                                                                           |
|        | Del Zampella (Siena) Partito d'argento e d'azzurro, a due cornucopie decussate dell'uno all'altro (citato in (16))                                              |
|        | Del Zanca (Firenze) Di..., a tre stelle a otto punte di..., ordinate in capo (citato in (16))                                                                   |
|        | Del Zimarra Buonricovero (Siena) D'azzurro, a due code di leone d'oro, decussate in pila, con le nappe in alto (citato in (16))                                 |